# Tilt Magazine
Pour les articles homonymes, voir Tilt.
 (mars 2017).
Si vous disposez d'ouvrages ou d'articles de référence ou si vous connaissez des sites web de qualité traitant du thème abordé ici, merci de compléter l'article en donnant les références utiles à sa vérifiabilité et en les liant à la section « Notes et références ».
Tilt Magazine était une émission de variétés diffusée sur l'ORTF entre 1966 et 1968. Produite par Michèle Arnaud et réalisée par Jean-Pierre Spiero. Elle était animée par Michel Drucker. Il s'agit d'ailleurs de la première émission de variétés que présenta Michel Drucker, à l'âge de 24 ans seulement.
À la suite des événements de mai 1968 et au limogeage de Michel Drucker, ainsi que de nombreux autres journalistes de la chaîne de télévision nationale, l'émission s'arrêtera.